# Vojo Ubiparip
Vojislav "Vojo" Ubiparip, né le 10 mai 1988 à Novi Sad, alors ville de Yougoslavie, est un footballeur serbe. Il occupe actuellement le poste d'attaquant au Željezničar Sarajevo.

## Biographie

### Quitte son pays pour rejoindre la Pologne
Le 18 janvier 2011, il rejoint le Lech Poznań, club champion en titre polonais, et y signe un contrat de quatre ans et demi, en vue de compenser les départs d'Artur Wichniarek et de Joël Tshibamba. N'ayant joué que les deux premiers tours de la Ligue Europa avec son ancien club, il est autorisé à participer à la suite de la compétition avec le Lech, qualifié pour les seizièmes de finale.

## Palmarès
- Coupe de Bosnie-Herzégovine : 2018